# 佩特洛克山
佩特洛克山（英語：Mount Petlock），是南極洲的山峰，位於杜費克海岸，處於奧特韋山東北面，海拔高度3,195米，由美國南極名稱諮詢委員以地理學家命名，現時由南極條約體系管理。